# Корнати
Корнати (хорв. Kornati) — національний парк в Хорватії.
Розташований в середній Далмації, на архіпелазі Корнати в Адріатичному морі неподалік від міст Задар, Шибеник і Біоград-на-Мору.

## Загальні відомості
Національний парк займає більшу частину архіпелагу, до його складу не входять лише кілька островів у північній частині архіпелагу. Парк містить у собі 89 островів, загальною площею 50 км² і з береговою лінією, що перевищує 238 км. Загальна площа парку разом із морською територією — 220 км². Архіпелаг Корнати унікальний щільністю розташування островів, протоки між якими представляють іноді справжній лабіринт серед скель.
Від сусідніх островів Пашман і Дугі-Оток, архіпелаг відокремлений протоками, від острова Муртер — затокою, яку іноді називають Муртерським морем.
Дві третини території парку займає острів Корнат — найбільший острів архіпелагу з територією більш ніж 32 км². Довжина острова — 25 км, ширина близько 2,5.
На островах немає постійних жителів.
Національний парк користується великою популярністю у яхтсменів, дайверів і любителів живої природи.

## Флора і фауна
Рослинний і тваринний світ архіпелагу багатий як у підводній, так і в надводній частині.
Незважаючи на напівпустельний вигляд значної частини островів, тут налічується 537 таксонів рослин. Головні дерева архіпелагу — сосни й оливи.
Крім різноманітних гризунів, змій, ящірок, комах, тваринний світ острова представлений куницями, білками, а також птахами, найпримітніші з яких — сови, соколи, боривітри, канюки, баклани.
Морське дно на Корнатах складається з рифів химерних форм, багатих коралами, перловими раковинами і молюсками. Прилеглі до островів води дуже багаті рибою.

## Цікаві місця
- Корони — геологічний феномен, що являє собою скелі, «зростаючі» прямо з моря. Доходять до 100 метрів, як у підводній частині, так і в надводній. Підйом на корони заборонений.
- Залишки іллірійських поселень — знаходяться відразу на кількох островах архіпелагу.
- Фортеця Турета — на острові Корнат. Найстаріша споруда візантійської епохи на архіпелазі. Датується VI століттям.

## Цитати
|  | «В останній день Творіння Бог захотів увінчати свою роботу й зі сліз, зірок і дихання створив Корнати» (Дж. Б. Шоу) |